# Arrian
Arrian din Nicomedia (în latină: Flavius Arrianus Xenophon, n. c. 86 la Nicomedia - d. c. 160 la Atena) a fost un istoric, comandant militar și filozof grec din epoca romană.
Cea mai cunoscută lucrare a sa este "Anabasis Alexandri" și care descrie campaniile militare ale lui Alexandru cel Mare.
Titlul și stilul acesteia amintește de scrierea Anabasis a lui Xenofon.